# Teorije tehnologije
Teorije tehnologije nastoje da objasne faktore koji oblikuju tehnološke inovacije kao i uticaj tehnologije na društvo i kulturu. Mnoge savremene teorije tehnologije odbacuju dva prethodna gledišta: linearni model tehnološke inovacije i tehnološki determinizam. Kako bi osporili linearni model, današnje teorije tehnologije poentiraju na istorijske dokaze da je tehnološka inovacija često dovodila do novih naučnih oblasti, i naglašava važnu ulogu koju društvene mreže i kulturne vrednosti igraju u oblikovanju tehnoloških artefakata (predmeta za upotrebu). Kako bi osporili tehnološki determinizam, današnje teorije tehnologije naglašavaju obim tehnološkog izbora, koji je veći nego što većina laika misli; kako većina naučnih i tehnoloških učenjaka voli da kaže: „Moglo je biti drugačije“. Iz tog razloga, teoretičari koji zauzimaju te pozicije tipično zagovaraju veće učešće javnosti u donošenju tehnoloških odluka.

### Društvene teorije
Društvene teorije se fokusiraju na to kako ljudi i tehnologija utiču jedno na drugo. Neke teorije fokusiraju se na to kako se donose odluke sa ljudima i tehnologijom: ljudi kao i tehnologija su jednaki u donošenju odluka, ljudi pokreću tehnologiju i obrnuto. Interakcije koje se koriste u većini teorija na ovoj stranici razmatraju individualne ljudske interakcije sa tehnologijom, ali postoji i podgrupa za grupu ljudi koji su u interakciji sa tehnologijom. Opisane teorije su sa namerom nejasne i dvosmislene, budući da se okolnosti za teorije menjaju promenom ljudske kulture i tehnoloških inovacija.

#### Deskriptivni pristupi
- Društvena konstrukcija tehnologije (DKT) – tvrdi da tehnologija ne odredjuje ljudsko delovanje, nego da ljudsko delovanje oblikuje tehnologiju. Ključni koncepti uključuju:
- Fleksibilnost interpretacije: „Tehnološki artefakti su kulturno konstruisani i interpretirani... pod ovim ne mislimo samo na to da postoji fleksibilnost u tome kako ljudi misle ili tumače artefakte[1], već i da postoji fleksibilnost u dizajniranju artefakata.“ Takođe, ovi tehnološki artefakti određuju i oblikuju ono što će određeno tehnološko sredstvo simbolisati i predstavljati u društvu ili u kulturi. To je veza sa DKT teorijom jer pokazuje kako ljudi simbolizuju tehnologiju, tako što je oblikuju.
- Relevantna društvena grupa: širi određeni skup značenja o artefaktu
- Zaključak i stabilizacija: kada relevantna društvena grupa dostigne konsenzus
- Dublje značenje: „sociokultura i politična situacija društvene grupe oblikuje njene norme i vrednosti, što zauzvrat utiče na značenje dato artefaktu“

Ključni autori su MacKenzie i Wajcman (1985).
- Teorija akter – mreža (ANT) – postavlja heterogenu mrežu ljudi i ne – ljudi kao jednake međusobno povezane aktere. Ona teži nepristrasnosti u opisivanju ljudskih i neljduskih aktera i reintegraciji prirodnog i društvenog sveta. Na primer, Latour (1992)[2] tvrdi da umesto da brinemo da li smo ili nismo antropomorfizirajuca tehnologija, treba da je prihvatimo kao inherentno antropomorfnu: tehnologiju su napravili ljudi, zamenjuje delovanje ljudi i oblikuje ljudsko delovanje. Ono što je bitno jeste lanac i gradijenti akcija aktora i kompetencija, kao i stepen do kog smo izabrali da imamo figurativne prikaze. Ključni koncepti uključuju upis verovanja, praksi, odnosa u tehnologiju, za koje se tada kaže da ih utelovljuju. Ključni autori su Latour (1997)[3] i Callon (1999)[4].
- Teorije strukturisanja: definišu strukturisanje kao pravila i resurse organizovane kao vlasništva društvenog sistema. Teorija koristi rekurzivni pojam akcija ograničenih i omogućenih od strane struktura koje su proizvedene i reproizvedene tom akcijom. Shodno tome, u ovoj teoriji, tehnologija nije prikazana kao artefakt, već umesto toga ispituje kako ljudi, dok su u interakciji sa svojim tekućim praksama, donose strukture koje oblikuju njihovu nastajuću i smeštenu upotrebu te tehnologije. Ključni autori su DeSanctis i Poole (1990)[5] i Orloikowaki (1992)[6].
- Sistemska teorija – razmatra istorijski razvoj tehnologije i medija sa naglaskom na inerciju i heterogenost, naglašavajući veze izmedju artefakata koji se grade i društvenih, ekonomskih, političkih i kulturnih faktora koji ih okružuju. Glavni koncepti uključuju preokretne aspekte kada elementi sistema zaostaju u razvoju u odnosu na druge, diferencijaciju, operativne zaključke[мртва веза] i autopoetičnu autonomiju. Ključni autori su Thomas P. Hughes (1992) i Luhmann (2000)[7].
- Teorije aktivnosti – razmatraju čitav sistem rada / aktivnosti sistema (uključujući timove, organizacije,...) izvan samo jednog aktera ili korisnika. Ona se bavi okolinom, istorijom ličnosti, kulturom, ulogom artefakata, motivacijom, i kompleksnosti stvarnog života. Jedna od snaga AT je ta što ona premošćuje jaz između individualnog subjekta i društvene stvarnosti – proučava ih kroz posredničku aktivnost. Jedinica za analizu u AT je koncept subjektno orijentisane, kolektivne i kulturno posredovane ljudske aktivnosti, ili aktivnosti sistema.

#### Kritički pristupi
Kritička teorija prevazilazi deskriptivno objašnjenje kako stvari stoje, da bi se ispitalo zašto su postale takve, i kakve bi one mogle biti. Kritička teorija pita se čiji su interesi rezervisani statusom kvo i procenjuje potencijal budućih alternativa za bolje služenje društvenoj pravdi. Prema Geussovoj definiciji, „kritička teroija, onda, jeste reflektivna teorija koja daje agentima neku vrstu znanja inherentno produktivnog produhovljenja i emancipacije“ (1964). Markuze je tvrdio da iako se pitanja dizajna tehnologije često prikazuju kao neutralni tehnički izbori, ustvari oni manifestuju političke ili moralne vrednosti. Kritička teorija je vrsta arheologije koja pokušava da se probije ispod razumnog razumevanja kako bi otkrila odnose moći i interese koji određuju određenu tehnološku konfiguraciju i upotrebu.
Možda i najrazvijenija savremena kritička teorija sadržana je u delima Andrew Feenberg, uključujući i „Transforming tehnology“ (2002).
- Vrednosti u dizajnu – pita se kako da obezbedimo mesta za vrednosti (pored tehničkih standarda kao sto su  brzina, efikasnost i pouzdanost) kao kriterijume po kojima ćemo prosuđivati kvalitet i prihvatljivost informacija sistema i novih medija. Kako vrednosti kao što su privatnost, autonomija, demokratija i društvena pravda postaju sastavni deo koncepcije, dizajna i razvoja, a ne samo naknadno opremljene nakon završetka? Glavni mislilac je Helen Nissenbaum (2001)[9].

#### Grupne teorije
Postoje i brojne teorije vezane za tehnologiju koje se bave načinom na koji tehnologija (mediji) utiču na grupne interese. Sve u svemu, ove teorije se bave socijalnim efektima komunikacionih medija. Neke (npr. bogatstvo medija) bave se pitanjima izbora medija (tj. kada se koji mediji efektivno koriste). Druge teorije (društveno prisustvo, SIDE, medijska prirodnost) se bave posledicama tih izbora medija (tj.koji su društveni efekti korišćenja komunikacionih medija).
- Teorija koristi (1976)[10] je osnovna  teorija društvenih efekata komunikacione tehnologije. Njena najveća briga su telefonija i telefonske konferencije (istraživanje je sproveo British Telekom). On tvrdi da socijalni uticaj medijuma za komunikaciju zavisi od društvenog prisustva koji omogućava da imaju komunikatori. Društveno prisustvo se definiše kao svojstvo samog medija: stepen akustičnog, vizuelnog i fizičkog kontakta koji on dozvoljava. Teorija pretpostavlja da će više kontakata povećati ključne komponente "prisustva": veću intimnost, neposrednost, toplinu i interpersonalni odnos. Kao posledica društvenog prisustva, očekuje se da će se društveni uticaj povećati. U slučaju komunikacione tehnologije, pretpostavka je da su tekstualne forme interakcije (e-mail, instant poruke) manje društvene i stoga manje pogodne za društveni uticaj.
- Teorija bogatstva medija (Daft i Lengel,1986)[11] deli neke karakteristike sa teorijom društvene prisutnosti. To pretpostavlja da se količina informacija koje se prenose razlikuje u odnosu na bogatstvo medija. Teorija pretpostavlja da su rešavanje dvosmislenosti i smanjenje nesigurnosti glavni ciljevi komunikacije. Pošto se komunikacijski mediji razlikuju u stopi razumevanja koju mogu postići u određenom vremenu (s „bogatim“ medijima koji prenose više informacija), oni nisu svi sposobni da dobro reše nesigurnost i dvosmislenost. Što je kapacitet medija manje ograničen, to je manja neizvesnost i dvosmislenost koju može upravljati. Iz toga sledi da bogatstvo medija treba uskladiti sa zadatkom kako bi se sprečilo pojednostavljenje ili komplikacija.
- Teorija provodnosti medija (Kok, 2001; 2004)[12][13] se gradi na idejama ljudske evolucije i predložen je kao alternativa teoriji bogatstva medija. Ona tvrdi da su, od kada su naši preci hominida iz kamenog doba pre svega komunicirali licem u lice, evolutivni pritisci doveli do razvoja mozga koji je koncipiran za taj oblik komunikacije. Drugi oblici komunikacije su suviše novi i malo je verovatno da su postavili evolucijske pritiske koji su mogli da oblikuju naš mozak u njihovom pravcu. Korišćenje komunikacionih medija koji suzbijaju ključne elemente koji se nalaze u komunikaciji licem u lice, kao što to čine mnogi elektronski komunikacioni mediji, na kraju dovodi do kognitivnih prepreka komunikaciji. Ovo je posebno slučaj u kontekstu složenih zadataka (npr. redizajn poslovnih procesa, razvoj novih proizvoda, online učenje), jer se čini da takvi zadaci zahtevaju intenzivniju komunikaciju tokom dužeg vremenskog perioda od jednostavnih zadataka.
- Teorija medijske sinhronizacije (MST, Denis & Valacic, 1999) preusmerava teoriju bogatstva prema sinkronicitetu komunikacije.
- Model socijalnog identiteta efekata deindividuacije (SIDE) (Postmes,Spirs i Lea,1999[14];Riser,Spirs i Postmes,1995[15];Spirs i Lea,1994[16]) razvijen je kao odgovor na ideju da su anonimnost i smanjeno prisustvo učinili komunikacijsku tehnologiju socijalno osiromašenom (ili "deindividuacijom"). On je pružio alternativno objašnjenje za ove "efekte deindividuacije" zasnovane na teorijama društvenog identiteta (npr. Tarner,1987[17]). Model SIDE razlikuje kognitivne i strateške efekte komunikacijske tehnologije. Kognitivni efekti se javljaju kada komunikacione tehnologije čine "istaknute" specifične aspekte ličnog ili društvenog identiteta. Na primer, određene tehnologije kao što je e-pošta mogu prikriti karakteristike pošiljaoca koje ih pojedinačno razlikuju (tj. koje prenose aspekte njihovog ličnog identiteta) i kao rezultat toga, veća pažnja se može posvetiti njihovom socijalnom identitetu. Strateški efekti su u mogućnosti,koje pruža komunikacijska tehnologija, da selektivno komuniciraju ili donose određene aspekte identiteta i prikrivaju druge. SIDE stoga vidi društveno i tehnološko kao uzajamno određeno i ponašanje koje je povezano sa određenim oblicima komunikacije kao proizvod ili interakcija ova dva.
- Teorija vremena, interakcije i performansi (Mek Grat,1991[18]) opisuje radne grupe kao vremenski zasnovane, multimodalne i multifunkcionalne društvene sisteme. Grupe međusobno deluju u jednom od načina nastanka, rešavanja problema, rešavanja sukoba i izvršenja. Tri funkcije grupe su proizvodnja (ka cilju), podrška (afektivna) i blagostanje (norme i uloge).

#### Druga stanovišta
Osim toga, mnogi autori su tehnologiju predstavljali tako da mogu da kritikuju i naglašavaju aspekte tehnologije koje se bave glavnim teorijama. 
Na primer, Steve Woolgar (1991) smatra tehnologiju kao tekst tako da bi kritikovao sociologiju naučnog znanja kako bi se primenjivalo u tehnologiji i kako bi napravili razliku izmedju 3 odgovora na taj pojam: instrumentalni odgovor ( interpretativna fleksibilnost), interpretativni odgovor (ekološku/organizacioni uticaji), refleksivni odgovor. Pfaffenberger(1992) tretira tehnologiju kao dramu da se prepire da rekurzivna struktura diskurzivno reguliše tehnološku konstrukciju  političke moći. Tehnološka drama je diskurs  tehnoloških tvrdjenja i kontratvđjenja sa procesima tehnološke regularizacije, podešavanja, i rekonstrukcije.
Jedan važan filozofski pristup tehnologiji je zastupao Bernard Stiegler, na čiji je rad uticao od strane drugih filozofa i tehnoloških istoričara uključujući Gilbert Simondon i André Leroi-Gourhan. U Šumpeterijskim i Neo-Šumpeterijskim teorijama tehnologije su kritični faktori ekonomskog rasta (Carlota Perez).

### Analitičke teorije
Na kraju, postoje teorije tehnologije koje nisu definisane od strane predlagača, nego su korišćene od strane autora u opisivanju postojeće literature, u kontrastu njihove sopstvene ili kao pregled terena.
Na primer, Markus and Robey (1988) predlažu generalnu tehnološku teoriju koja sadrži kauzalnu struktruru agencije( tehnološku, organizacionu, imperativnu, hitnu ), njenu struktura (varijanca, proces ), i nivo (mikro, marko) tih analiza.
Orlikowski (1992) zapisuje da prethodne konceptualizacije tehnologije tipično razlikuju po opsegu ( da li je tehnologija više nego hardver? ) i ulozi ( da li je spoljašnja objektivna sila, interpretacija ljudskih akcija ili ljudski uticaj? ) i obuhvata 3 modela: 
1. Tehnološki imperativ: fokusira se na organizacione karakteristike koje se mogu meriti i dozvoljava neki nivo kontigencije.
2. Strateški izbor: fokusira se na to kako na tehnologiju utiče kontekst i strategije od strane ljudi koje donose odluke i od korisnika.
3. Tehnologija kao okidač strukturne promene: predstavlja tehnologiju kao socijalni objekat.

De Santis and Poole (1994) slično pišu o 3 pogleda na uticaj tehnologije: 
1. Donošenje odluka: pogled inžinjera povezanih sa pozitivizmom, racionalnošću, sistemima racionalizacije i determinističkim pristupima.
2. Institucionalna škola: tehnologija je šansa za promenu, fokusira se na socijalnu evoliciju, socijalnu konstrukciju od značaja, interakcije i istorijske procese, fleksibilnost, i međusobnoj igri između tehnologije i moći.
3. Integrisane perspektiva (socijalna tehnologija) : blagi determinizam, sa udruženjem socijalne i tehnološke organizacije, strukturne simboličke interakcione teorije.

Bimber (1998) navodi da su tehnološki efekti odlučujući tako što navodi razliku izmedju:
1. Normativnog: autonomni pristup tehnologiji je važan uticaj na istoriju samo tamo gde zajednice povezuju kulturno i političko značenje sa njom( induatrijalizacija zajednica).
2. Nomologično: naturalistički pristup u kome su tehnološka naređenja zasnovana na prirodnim zakonima ( parni mlin je morao da prati ručni mlin).
3. Nenamerne posledice: pristup koji demonstrira da je tehnologija kontigentna ( automobil je brži od konja, ali bez znanja prema njegovim originalnim tvorcima, postaje značajan izvor zagađenja.)